# Amadora
Amadora este un oraș în Districtul Lisabona, Portugalia.

## Legături externe
- Fotografies de la AMADORA

1. ↑  , Instituto Nacional de Estatística[*] https://www.ine.pt/xportal/xmain?xpid=INE&xpgid=ine_indicadores&indOcorrCod=0008350&selTab=tab0, accesat în 19 septembrie 2018 Lipsește sau este vid: |title= (ajutor)